# Вульфсон, Григорий Наумович
Григорий Наумович Вульфсон (22 апреля 1920, Новосибирск — 4 ноября 2002, Казань) — советский и российский историк, доктор исторических наук (1973), профессор (1975), заслуженный деятель науки ТАССР и РФ (1988, 1997).

## Биография
Родился 22 апреля 1920 года, в семье военнослужащих. Окончил казанскую школу № 4, увлекался литературой, редактировал школьную стенгазету. Поступал на филологический факультет ЛГУ, но не прошёл по конкурсу. С 1939 года — студент исторического факультета Казанского университета, был именным стипендиатом.
Участник Великой Отечественной войны с весны 1942 года. Участвовал в боях под Харьковом, в марте 1943 года тяжело ранен при форсировании Северского Донца. После госпиталя комиссован. Продолжил учёбу, с октября 1943 по октябрь 1944 года — секретарь университетского комитета ВЛКСМ, один из инициаторов сбора средств на танковую колонну «Советский студент».
После окончания Казанского университета с отличием (1945), работал там же на кафедре истории СССР (отечественной истории до XX в.). В 1951 году защитил в МГИАИ кандидатскую диссертацию «Борьба вокруг реформы 1861 г. в Казанской губернии», руководитель С. С. Дмитриев. С 1953 года — доцент.
Доктор исторических наук: «Разночинцы Поволжья и Урала в эпоху падения крепостного права» (1972), профессор (1972). Под руководством Вульфсона защищено 2 докторских и 39 кандидатских диссертаций.
Сын Сергей (род. 1945) — доктор химических наук.

## Научная деятельность
В сферу исследовательских интересов Г. Н. Вульфсона входили: политическая история России XIX века, общественное движение, культурная жизнь Поволжья и Урала, история Казанского университета, а также проблемы историографии и источниковедения.
Занимался проблемами музееведения; один из авторов концепции экспозиций мемориальной зоны в Казанском университете, мемориальных музеев И. И. Шишкина в Елабуге, В. И. Ленина в с. Ленино-Кокушкино и в Казани.

## Награды
Награждён орденом Отечественной войны I степени, медалями «За боевые заслуги», «За победу над Германией в Великой Отечественной войне 1941—1945 гг.», «За доблестный труд в Великой Отечественной войне 1941—1945 гг.» и др.

## Известные адреса
- Казань, улица Баумана, дом 31.[1]

## Основные работы
- Безднинское восстание в освещении «Современника» Н. Г. Чернышевского и «Колокола» А. И. Герцена. Казань: Татгосиздат, 1951 (в соавт. с Е. Бушканцом);
- Из истории разночинно-демократического движения в Поволжье и на Урале. Казань : Изд-во Казанского университета, 1963. 112 с.
- Использование разночинцами-демократами легальных возможностей для революционной работы // Из истории Татарии. Казань, 1965. С.253-289.
- Разночинно-демократическое движение в Поволжье и на Урале в годы первой революционной ситуации. Казань: Изд-во Казан. ун-та, 1974. 352 с.
- Хрестоматия по истории Татарии (2-я половина 19 в.- начало 20 в.): Учебное пособие. Казань : Издательство Казанского университета, 1979 79 с.
- Глашатай свободы: страницы из жизни А. П. Щапова. Казань: Изд-во Казан. ун-та, 1984. 143 с.
- Жаждали воли: (к 125-летию Бездненского восстания). Казань : Татарское книжное изд-во, 1986 .187, [2] с.
- Братья по духу: Питомцы Казанского университета в освободительном движении 1840—1870-х гг. / Г. Н. Вульфсон, Ф. Ф. Нуреева. Казань : Изд-во Казанского ун-та, 1989 195,[2]с.
- Музей как центр изучения исторических сюжетов на краеведческие темы // Краеведческие среды. Казань., 2001 Вып. 1. С. 6-11.
- Страницы памяти [сост., подгот. текста и подбор ил.: Ю. А. Лексина; лит ред.: Ю. А. Балашов]. Казань: Kazan-Казань, 2010. 229, [3] с. : ил., портр.; 25 см; ISBN 978-5-85903-054-5

Редактор
- Казанский университет, 1804—2004: Биобиблиографический словарь / гл. ред. Г. Н. Вульфсон. — Казань: Издательство Казанского университета, 2002. — Т. 1: 1804—1904. — 806 с. — ISBN 5746407429.
- Казанский университет, 1804—2004: биобиблиографический словарь / гл. ред. Г. Н. Вульфсон. — Казань: Издательство Казанского университета, 2004. — Т. 2: 1905—2004 (А — М). — 877 с. — ISBN 574640537X.
- Казанский университет, 1804—2004: биобиблиографический словарь / гл. ред. Г. Н. Вульфсон. — Казань: Издательство Казанского университета, 2004. — Т. 3: 1905—2004 (Н — Я). — 767 с. — ISBN 5746406058.